# Movraž
Movraž este o localitate din comuna Koper, Slovenia, cu o populație de 104 locuitori.